# Mausolée de Sun Yat-sen
Le mausolée de Sun Yat-sen (chinois : 中山陵 ; pinyin : zhōngshān líng ; cantonais Jyutping : zung¹saan¹ ling⁴ ; litt. « colline ou tombeau de Zhongshan »), est la sépulture sur laquelle se trouve la dépouille de Sun Yat-sen, le premier président de la République de Chine, sur la montagne Pourpre, une colline boisée de l'agglomération de Nankin.
Il a été classé en 1961 dans la liste des Sites historiques et culturels majeurs protégés au niveau national.
Le lieu, qui reprend largement les symboles de l'architecture chinoise classique, est entouré d'une vaste enceinte. Une longue allée rectiligne, suivie d'un escalier de 50 mètres de large comptant 392 marches mène au monument funéraire lui-même. À l'intérieur de l'enceinte se trouve également un musée historique, ainsi que des boutiques de souvenirs. Le musée comprend une salle de spectacle où se jouent régulièrement des spectacles et des représentations d'opéra cantonais.
À proximité, sur la même colline, se trouvent également l'observatoire de la Montagne Pourpre, la pagode du temple Linggu, le Tombeau Xiaoling, des parcs de loisirs.

## Photos

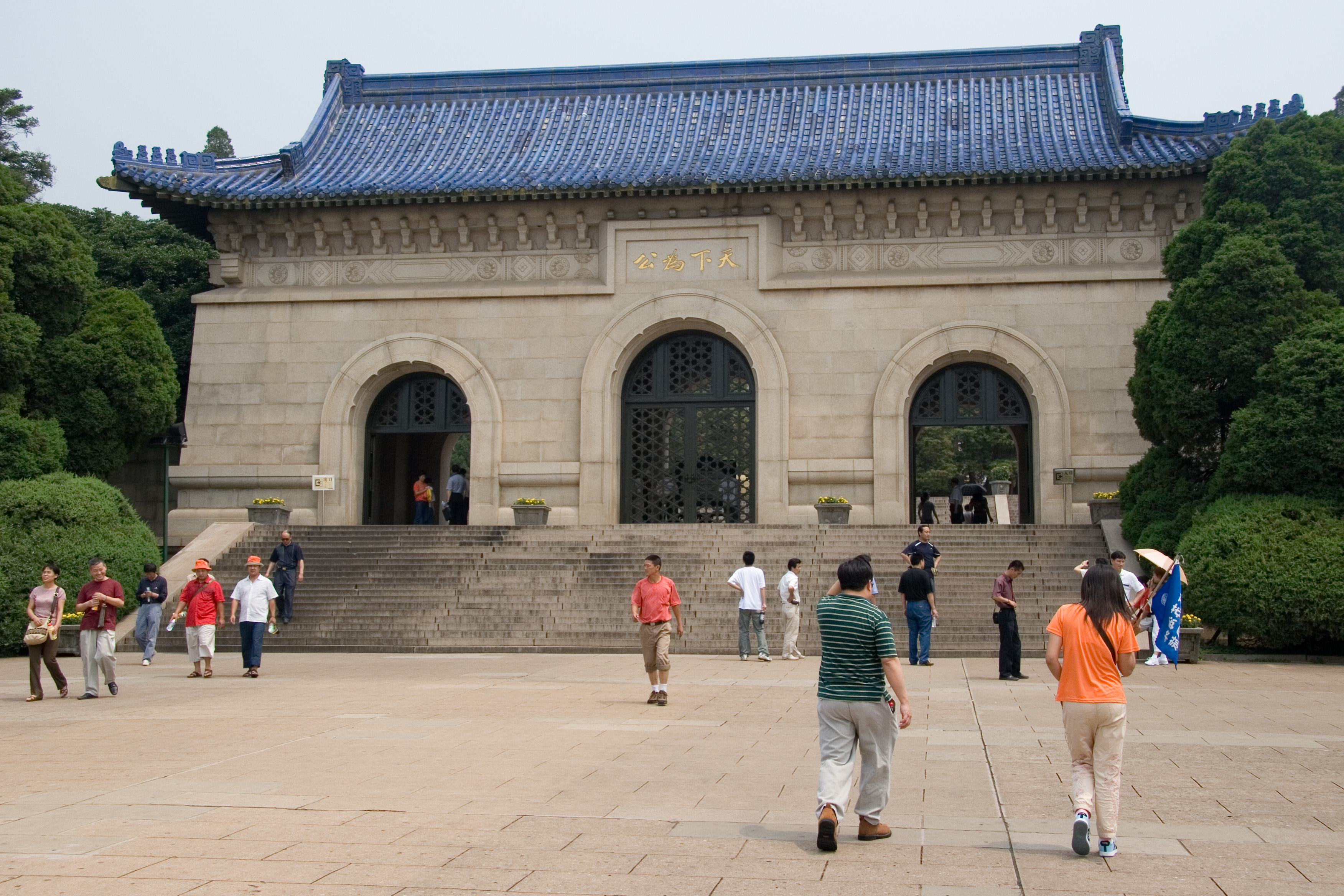
Portes intermédiaires du parc.
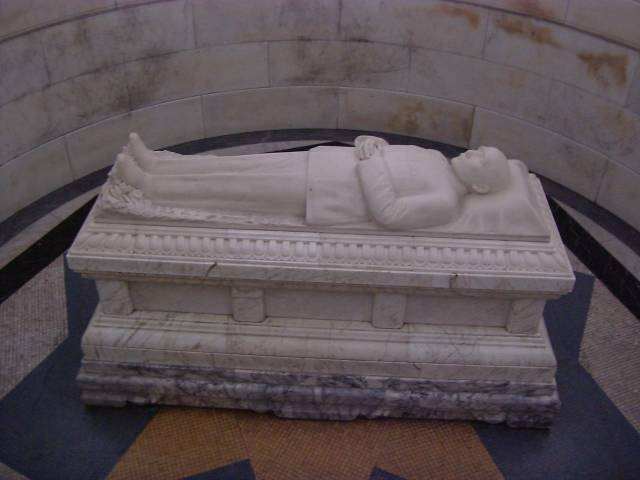
Tombeau de Sun Yat-sen.
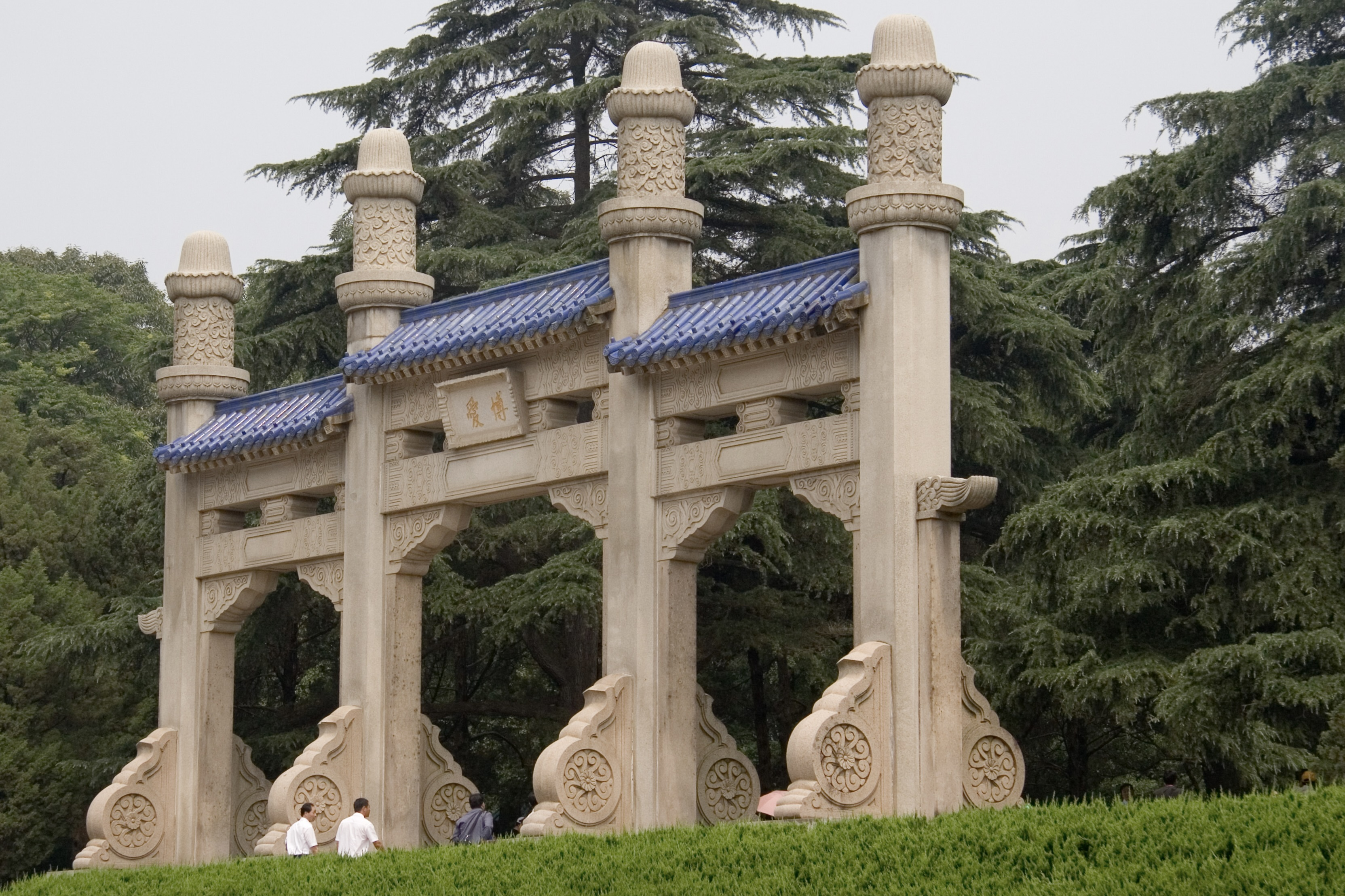
Portes du parc.